# Brandenburgische Badmintonmeisterschaft
Brandenburgische Badmintonmeisterschaften wurden seit der Saison 1990/1991 ausgetragen. Sie gingen aus den Bezirksmeisterschaften der ehemaligen DDR-Bezirke Cottbus, Potsdam und Frankfurt/Oder hervor. Mit der Ländereinführung gingen einige spielstarke Regionen des früheren Bezirkes Cottbus (Hoyerswerda, Weißwasser) zu Sachsen. Die Titelkämpfe stellten die dritthöchste Meisterschaftsebene im Badminton in Deutschland dar und waren die direkte Qualifikation für die Norddeutschen Badmintonmeisterschaften. Mit der Verschmelzung der beiden Landesverbände Berlin und Brandenburg am 1. Januar 2005 wurde auch eine neue, gemeinsame Berlin-Brandenburg-Meisterschaft ins Leben gerufen.

## Titelträger
| Saison    | Herreneinzel                              | Dameneinzel                            | Herrendoppel                                                                       | Damendoppel                                                                 | Mixed                                                                     |
| --------- | ----------------------------------------- | -------------------------------------- | ---------------------------------------------------------------------------------- | --------------------------------------------------------------------------- | ------------------------------------------------------------------------- |
| 1990/1991 | Jens Scheithauer (Grün-Weiß Finsterwalde) | Peggy Richter (Grün-Weiß Finsterwalde) | Thomas Dittrich (Grün-Weiß Finsterwalde) Jens Scheithauer (Grün-Weiß Finsterwalde) | Peggy Richter (Grün-Weiß Finsterwalde) Heike Höhne (Grün-Weiß Finsterwalde) | René Born (Grün-Weiß Finsterwalde) Peggy Richter (Grün-Weiß Finsterwalde) |
| 1991/1992 | Michael Huber (BC 58 Luckau)              | Birgit Mengs (BC 58 Luckau)            | Jens Scheithauer (BV Tröbitz) Thomas Riese (BV Tröbitz)                            | Birgit Mengs (BC 58 Luckau) Caterina Vogel (BC 58 Luckau)                   | Michael Huber (BC 58 Luckau) Caterina Vogel (BC 58 Luckau)                |
| 1992/1993 | Michael Huber (BC 58 Luckau)              | Birgit Mengs (BC 58 Luckau)            | Andreas Benz (BV Tröbitz) Jens Scheithauer (BV Tröbitz)                            | Birgit Mengs (BC 58 Luckau) Caterina Vogel (BC 58 Luckau)                   | Michael Huber (BC 58 Luckau) Caterina Vogel (BC 58 Luckau)                |
| 1993/1994 | Michael Huber (BC 58 Luckau)              | Birgit Mengs (BC 58 Luckau)            | Jens Scheithauer (BV Tröbitz) Andreas Benz (BV Tröbitz)                            | Birgit Mengs (BC 58 Luckau) Ulrike Kaiser (BC 58 Luckau)                    | Michael Huber (BC 58 Luckau) Katrin Schlotte (BC 58 Luckau)               |
| 1994/1995 | Michael Huber (BC 58 Luckau)              | Birgit Mengs (BC 58 Luckau)            | Michael Huber (BC 58 Luckau) Sven Radigk (BC 58 Luckau)                            | Birgit Mengs (BC 58 Luckau) Ulrike Kaiser (BC 58 Luckau)                    | Michael Huber (BC 58 Luckau) Ulrike Kaiser (BC 58 Luckau)                 |
| 1995/1996 | Michael Huber (BC 58 Luckau)              | Birgit Mengs (BC 58 Luckau)            | Sven Radigk (BC 58 Luckau) Marius Schlösser (BC 58 Luckau)                         | Birgit Mengs (BC 58 Luckau) Ulrike Kaiser (BC 58 Luckau)                    | Sven Radigk (BC 58 Luckau) Birgit Mengs (BC 58 Luckau)                    |
| 1996/1997 | Michael Huber (BC 58 Luckau)              | Katja Gragert (BC Potsdam)             | Sven Radigk (BC 58 Luckau) Marius Schlösser (BC 58 Luckau)                         | Ulrike Kaiser (BC 58 Luckau) Corinna Schulz (BC 58 Luckau)                  | Marius Schlösser (BC 58 Luckau) Corinna Schulz (BC 58 Luckau)             |
| 1997/1998 | Michael Huber (BC 58 Luckau)              | Birgit Mengs (BC 58 Luckau)            | Thomas Riese (BV Tröbitz) Patrick Nelte (BV Tröbitz)                               | Birgit Mengs (BC 58 Luckau) Corinna Schulz (BC 58 Luckau)                   | Michael Huber (BC 58 Luckau) Corinna Schulz (BC 58 Luckau)                |
| 1998/1999 | Michael Huber (BC 58 Luckau)              | Anke Kunisch (BC 58 Luckau)            | Michael Huber (BC 58 Luckau) Marius Schlösser (BC 58 Luckau)                       | Anke Kunisch (BC 58 Luckau) Corinna Schulz (BC 58 Luckau)                   | Guido Kaiser (BC 58 Luckau) Corinna Schulz (BC 58 Luckau)                 |
| 1999/2000 | Michael Huber (BC 58 Luckau)              | Anne Eckart (BC Potsdam)               | Michael Huber (BC 58 Luckau) Marius Schlösser (BC 58 Luckau)                       | Anne Eckart (BC Potsdam) Thérèse Nawrath (BC Potsdam)                       | Thomas Riese (BV Tröbitz) Caterina Vogel (BV Tröbitz)                     |
| 2000/2001 | Marius Schlösser (BC 58 Luckau)           | Thérèse Nawrath (BC Potsdam)           | Marius Schlösser (BC 58 Luckau) Michael Huber (BC 58 Luckau)                       | Anne Eckart (BV Tröbitz) Thérèse Nawrath (BC Potsdam)                       | Marius Schlösser (BC 58 Luckau) Corinna Schulz (BC 58 Luckau)             |
| 2001/2002 | Thomas Riese (BV Tröbitz)                 | Katja Gragert (BC Potsdam)             | Thomas Riese (BV Tröbitz) Stefan Sadlau (BV Tröbitz)                               | Katja Gragert (BC Potsdam) Marleen Skowronek (BC Potsdam)                   | Michael Huber (BC 58 Luckau) Corinna Schulz (BC 58 Luckau)                |
| 2002/2003 | Thomas Riese (BV Tröbitz)                 | Jana Voigtmann (BV Tröbitz)            | Stefan Sadlau (BV Tröbitz) Jens Langhammer (BV Tröbitz)                            | Jana Voigtmann (BV Tröbitz) Tina Langhammer (BV Tröbitz)                    | Jens Langhammer (BV Tröbitz) Tina Langhammer (BV Tröbitz)                 |
| 2003/2004 | Thomas Riese (BV Tröbitz)                 | Katja Gragert (BC Potsdam)             | Thomas Riese (BV Tröbitz) Stefan Sadlau (BV Tröbitz)                               | Tina Langhammer (BV Tröbitz) Linda Scheithauer (BV Tröbitz)                 | Stefan Sadlau (BV Tröbitz) Tina Langhammer (BV Tröbitz)                   |